# Peptid
Peptíd je spojina dveh ali več aminokislinskih ostankov, povezanih s peptidno vezjo. Dve aminokislini se me seboj povežeta tako, da karboksilna skupina ene molekule reagira z aminsko skupino druge molekule, pri tem pa izstopi molekula vode. Pri tem nastane dipeptid, reakcija pa se lahko nadaljuje z dodajanjm novih aminokislinskih ostankov. Ne glede na to, koliko aminokislinskih molekul je združenih s peptidnimi vezmi, sta na peptidni verigi vedno prisotna dva konca: aminski (N-konec) in karboksilni konec (C-konec).

## Izrazje
Peptide z dvema do desetimi aminokislinami poimenujemo po predponi, ki izraža število spojenih aminokislin:
- 2 aminokislini – dipeptid
- 3 aminokisline – tripeptid
- 4 aminokisline – tetrapeptid
- 5 aminokislin – pentapeptid
- 6 aminokislin – heksapeptid
- 7 aminokislin – heptapeptid
- 8 aminokislin – oktapeptid
- 9 aminokislin – nonapeptid
- 10 aminokislin – dekapeptid

Produkte z 10 do 100 aminokislin imenujemo polipeptidi (po drugi definiciji pa so polipeptidi peptidi z 10 do 20 aminokislinami), tiste z več kot 100 aminokislin pa proteini.